# Mixcoatlus browni
Mixcoatlus browni — вид отруйних змій родини гадюкових (Viperidae). Ендемік Мексики.

## Поширення і екологія
Mixcoatlus barbouri мешкають у високогір'ях Південної Сьєрра-Мадре в штаті Герреро на південному заході Мексики. Вони живуть в гірських хмарних лісах, на висоті до 3296 м над рівнем моря.